# Vassiliki-Stil

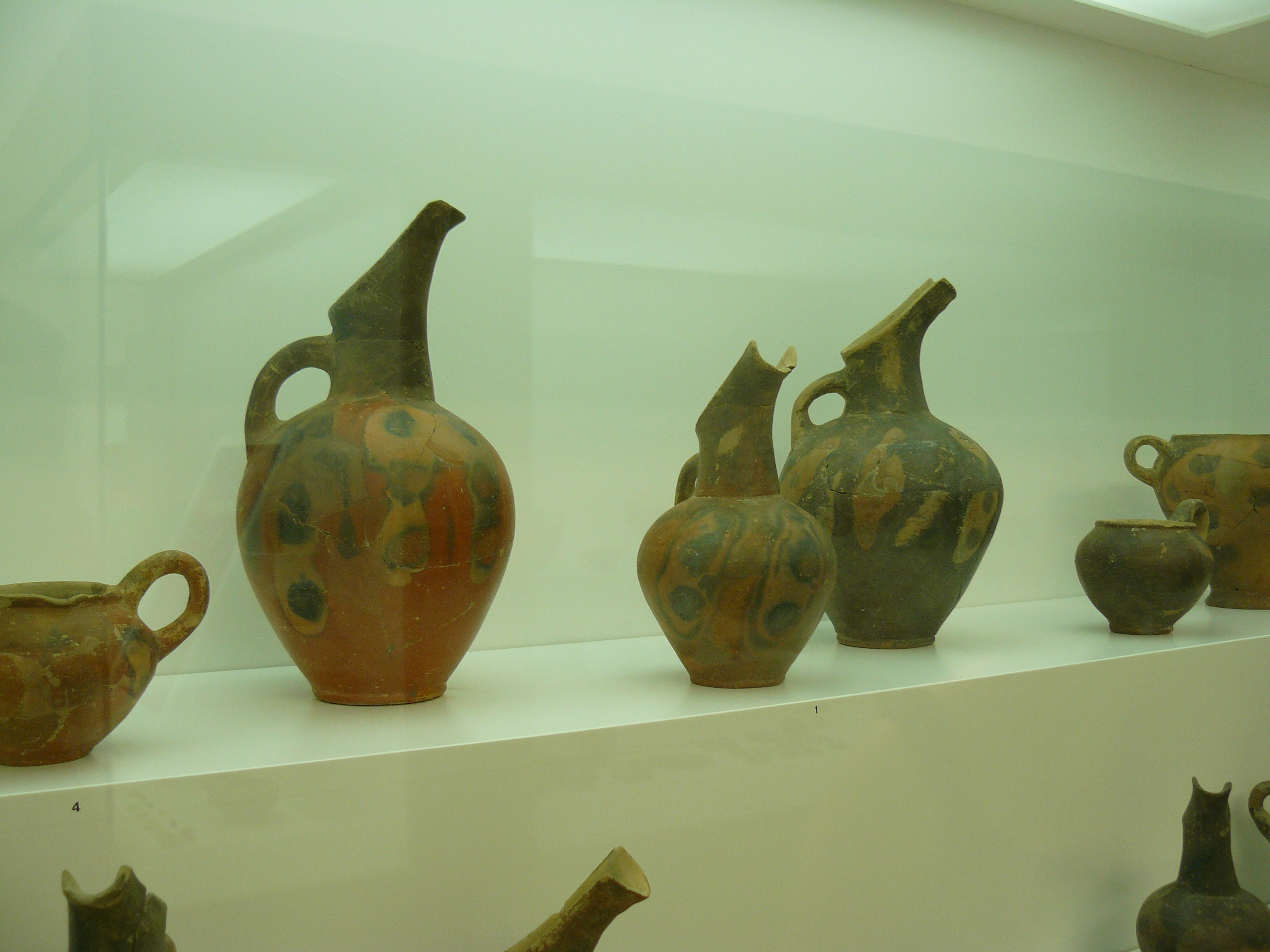
Drei Schnabelkannen aus Phournou Koryphi im Vasiliki-Stil, Archäologisches Museum von Agios Nikolaos.

Als Vassiliki-Stil (auch: Wasiliki-Stil) bezeichnet man einen minoischen Keramikstil der mittleren Vorpalastzeit (um 2800 v. Chr. bis 2300 v. Chr.) auf Kreta. Die Keramik wird auch als geflammte Ware bezeichnet.

## Name
Der Namensgeber ist der Fundort von Kannen mit flachem Boden, Teekannen, Teller und Becher in diesem Stil an der Ausgrabungsstätte Vassiliki des zu Pachia Ammos gehörenden Ortes Vasiliki auf einem Hügel im Isthmos von Ierapetra auf Kreta.

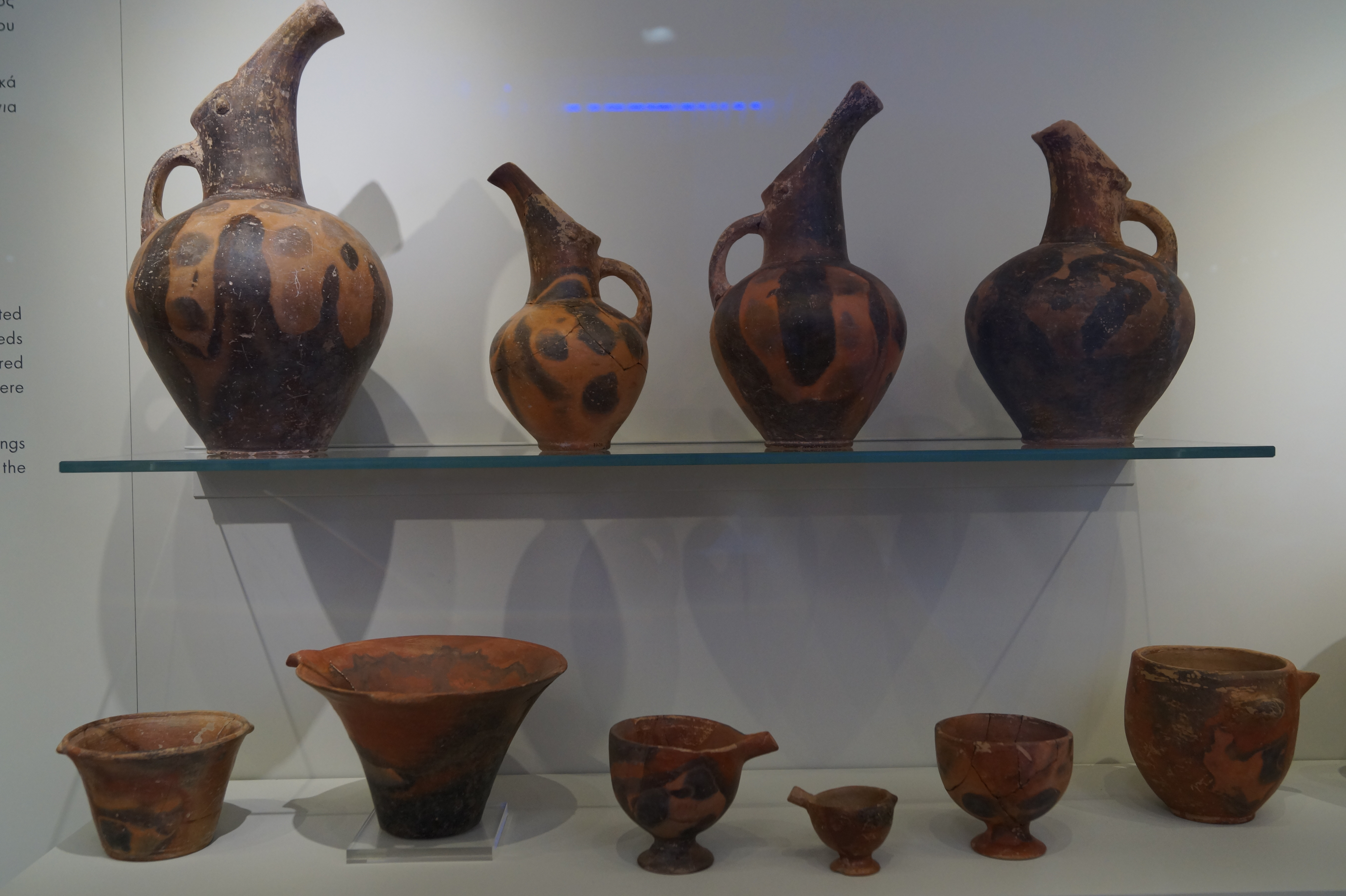
Keramik im Vasiliki-Stil, Archäologisches Museum in Iraklio

Kennzeichen des Vassiliki-Stils ist eine unterschiedlich gefärbte, geflammte Oberfläche, die durch ein ungleichmäßiges Brennen erzielt wurde.
Die Produktion der Keramik war auf den östlichen Teil Kretas beschränkt. Bereits 1900 fand der britische Archäologe David George Hogarth in einer Höhle in der Schlucht der Toten als Grabbeigabe einen einzelnen handgeformten Becher mit Griff im Vasiliki-Stil. Bei den Ausgrabungen 1904 in Vasiliki durch Richard Berry Seager kamen an drei Grabungstagen ungefähr 180 Gefäße des neuen Stils ans Tageslicht.